# Nana Akufo-Addo
Nana Addo Dankwa Akufo-Addo (ur. 29 marca 1944 w Swalabie) – ghański prawnik, polityk i dyplomata, deputowany do Parlamentu Ghany w latach 1997–2009, minister sprawiedliwości w latach 2001–2003 oraz minister spraw zagranicznych w latach 2003–2007, kandydat w wyborach prezydenckich w 2008, 2012, 2016 i 2020. Prezydent Ghany od 2017 do 2025.

## Młodość i edukacja
Nana Addo Dankwa Akufu-Addo urodził się w 1944 w Swalabie, jednej z jednostek administracyjnych Akry. Wychował się w stolicy oraz pobliskiej miejscowości Nima. Jego ojciec, Edward Akufo-Addo, był jednym z tzw. sześciu ojców narodu (The Big Six), którzy w 1947 utworzyli pierwszą krajową partię polityczną United Gold Coast Convention (UGCC). W latach 1970–1972 pełnił natomiast funkcję prezydenta Ghany.
Edukację na poziomie podstawowym zdobył w stołecznych szkołach Government Boys School oraz Rowe Road School. Następnie ukończył renomowaną szkołę średnią Achimota School w Akrze, po czym wyjechał do Wielkiej Brytanii, gdzie kształcił się w Lancing College w Lancing.
W 1962 powrócił do Akry, podejmując pracę nauczyciela w szkole średniej Accra Academy. W 1964 rozpoczął studia licencjackie z ekonomii na University of Ghana, które ukończył po trzech latach. W 1967 wyjechał ponownie do Wielkiej Brytanii, rozpoczynając studia prawnicze.

## Kariera prawnicza
W lipcu 1971 został przyjęty w szeregi angielskiej adwokatury, a w lipcu 1975 do adwokatury ghańskiej. W latach 1971–1975 przebywał w Paryżu, gdzie pracował jako prawnik w amerykańskiej kancelarii prawniczej Coudert Freres. W 1975 powrócił do Ghany, rozpoczynając pracę w kancelarii U.V. Campbell. W 1979 założył własną firmę prawniczą Akufo-Addo, Prempeh & Co.
W czasie pełnienia praktyki adwokackiej w kręgu jego zainteresowań zawodowych leżały sprawy dotyczące ochrony wolności obywatelskich, praw człowieka i demokracji. Udzielał również bezpłatnych porad prawnych dla najbiedniejszych. Od końca lat 80. sprawował różne funkcje w krajowych instytucjach prawniczych. W latach 1989–1991 pełnił funkcję wiceprzewodniczącego filii Stowarzyszenia Adwokatury Ghany w Regionie Wielka Akra, a od 1991 do 1996 był jej przewodniczącym. W latach 1991–1996 wchodził ponadto w skład General Legal Council oraz Rady Generalnej i Komitetu Prawnego Stowarzyszenia Adwokatury Ghany. Był również założycielem i pierwszym przewodniczącym krajowego komitetu ochrony praw człowieka, Ghana Committee on Human and Peoples Rights.

## Kariera polityczna
Z polityką zetknął się po raz pierwszy pod koniec lat 70. XX w. W latach 1977–1978 był sekretarzem generalnym Ruchu Ludowego na rzecz Wolności i Sprawiedliwości (PMFJ, People’s Movement for Freedom and Justice), organizacji sprzeciwiającej się wojskowej dyktaturze generała Ignatiusa Kutu Acheamponga. W ramach tej organizacji uczestniczył w 1978 w kampanii sprzeciwu wobec referendum w sprawie powołania tzw. Union Government, które formalnie zalegalizowało obecność wojskowych w rządzie.
W 1991 został przewodniczącym Komitetu Organizacyjnego Danquah-Busia Memorial Club, klubu poświęconego pamięci polityków J.B. Danquaha i Kofiego Abrefy Busii, którego filie zaczęły powstawać w różnych miastach kraju. Po legalizacji działalności partii politycznych i demokratyzacji państwa w 1992 kluby te posłużyły za mateczniki dla tworzonej Nowej Partii Patriotycznej (NPP, New Patriotic Party), której współzałożycielem był również Akufo-Addo.
Kierował kampanią wyborczą Alberta Adu Boahena, kandydata NPP w wyborach prezydenckich w listopadzie 1992, w których przegrał on z Jerrym Johnem Rawlingsem. W wyborach parlamentarnych w grudniu 1992 bez powodzenia ubiegał się o mandat deputowanego. W tym samym roku współtworzył nową gazetę The Statesman, pełniącą rolę trybuny dla partii. W 1995 przewodniczył antyrządowym demonstracjom, w których w całym kraju wzięło udział ponad milion osób.
W wyborach parlamentarnych w grudniu 1996 uzyskał mandat deputowanego do Parlamentu Ghany, który objął w styczniu następnego roku. W wyborach w 2000 oraz w 2004 uzyskiwał reelekcję, zasiadając w parlamencie do stycznia 2009. Reprezentował okręg wyborczy Akim Abuakwa South.
Po zwycięstwie Johna Kufuora w wyborach prezydenckich w grudniu 2000, Akufo-Addo od lutego 2000 do marca 2003 zajmował w jego administracji stanowisko prokuratora generalnego i ministra sprawiedliwości. Pod jego nadzorem przeprowadzona została nowelizacja kodeksu karnego, reformująca przepisy o zniesławieniu.
Od kwietnia 2003 do lipca 2007 sprawował urząd ministra spraw zagranicznych. Jako minister uczestniczył w rozwiązaniu konfliktów zbrojnych w ramach ECOWAS w takich państwach jak: Liberia, Sierra Leone, Wybrzeże Kości Słoniowej i Gwinea Bissau. W 2003 był przewodniczącym Rady Bezpieczeństwa i Mediacji ECOWAS.
Za jego kadencji w 2004 Ghana została wybrana jako jeden z 15 pierwszych członków Rady Pokoju i Bezpieczeństwa Unii Afrykańskiej, uzyskując reelekcję w 2006. W 2007 przewodniczyła całej Unii Afrykańskiej, a doroczny szczyt organizacji odbył się w Akrze. W latach 2006–2007 kraj był niestałym członkiem Rady Bezpieczeństwa ONZ. W tym okresie, Ghana była również członkiem Rady Praw Człowieka ONZ. Akufu-Addo jako minister spraw zagranicznych brał udział w pracach wszystkich tych gremiów.
W lipcu 2007 zrezygnował ze stanowiska ministra, by ubiegać się o nominację prezydencką swojej partii w wyborach w 2008, jako że prezydent Kufuor nie mógł zgodnie z konstytucją ponownie ubiegać się o reelekcję. 23 grudnia 2007, na kongresie Nowej Partii Patriotycznej, został wybrany jej oficjalnym kandydatem w wyborach prezydenckich, otrzymując 48% głosów poparcia.
W pierwszej turze wyborów prezydenckich 7 grudnia 2008 zajął pierwsze miejsce z wynikiem 49,13% głosów poparcia, nieznacznie wyprzedzając Johna Attę-Millsa z Narodowego Kongresu Demokratycznego (47,92% głosów). W drugiej turze wyborów prezydenckich 28 grudnia 2008, przegrał jednakże z Atta-Milsem różnicą nieco ponad 40 tysięcy głosów, uzyskując 49,77% głosów poparcia.
W sierpniu 2010 został ponownie wybrany kandydatem NPP w wyborach prezydenckich w 2012, zdobywając 79% głosów wszystkich delegatów partyjnych. W wyborach zorganizowanych 7 i 8 grudnia 2012 jego głównym rywalem był John Dramani Mahama, który objął urząd prezydenta po zmarłym Johnie Atta-Millsie. W wyborach tych Akufo-Addo zdobył 47,7% głosów, przegrywając z Dramani Mahamą, który uzyskał 50,7% głosów. Nowa Partia Patriotyczna oprotestowała wyniki i odwołała się od nich do Sądu Najwyższego, powołując się na przypadki nieprawidłowości, w tym oddawanie głosów przez niezarejestrowanych wyborców. Sąd Najwyższy odrzucił jednak skargę, również międzynarodowi obserwatorzy uznali wybory za wolne i sprawiedliwe.
W 2014 po raz trzeci został wybrany kandydatem NPP w wyborach prezydenckich w 2016. W czasie kampanii wyborczej obiecywał industrializację kraju m.in. poprzez budowę fabryki w każdym z 216 dystryktów Ghany oraz budowę tamy w każdej wiosce na północy kraju. Ponadto zapowiadał wprowadzenie powszechnej bezpłatnej edukacji na poziomie wyższym. W głosowaniu 8 grudnia 2016 zajął pierwsze miejsce z wynikiem 53,8%, pokonując swego dawnego rywala, urzędującego prezydenta Dramani Mahamę, który zdobył 44,4% głosów i uznał swoją porażkę. 7 stycznia 2017 został zaprzysiężony na stanowisku prezydenta. 7 grudnia 2020 uzyskał reelekcję, otrzymując 51,6% głosów. Nie ubiegał się o trzecią kadencję. 7 stycznia 2025 zakończył urzędowanie na stanowisku prezydenta.